# KISS (國府田マリ子のアルバム)
『KISS』（キス）は、声優の國府田マリ子が出した1stミニアルバムである。品番はTKCA-71674。

## 解説
アニメージュ連載声優シリーズの第一弾として発売された。

## 収録曲
1. 雨につつまれて
作詞：LaLa、作曲：杦村眞瑤誌、編曲：楯直己
2. 真冬の花火
作詞：LaLa、作曲：杦村眞瑤誌、編曲：木下秀郎
3. 恋はPiRiPiRi辛口で
作詞・作曲：五味千賀庫、編曲：木下秀郎
4. あなたのやすらぎになりたい
作詞：LaLa、作曲：いぬいなおき、編曲：楯直己
5. Goodbye loneliness
作詞・作曲：五味千賀庫、編曲：楯直己
6. KISS
作詞：國府田マリ子、作曲：いぬいなおき、編曲：木下秀郎
7. インタビュー
8. フォトセッション